# Tim Maeyens

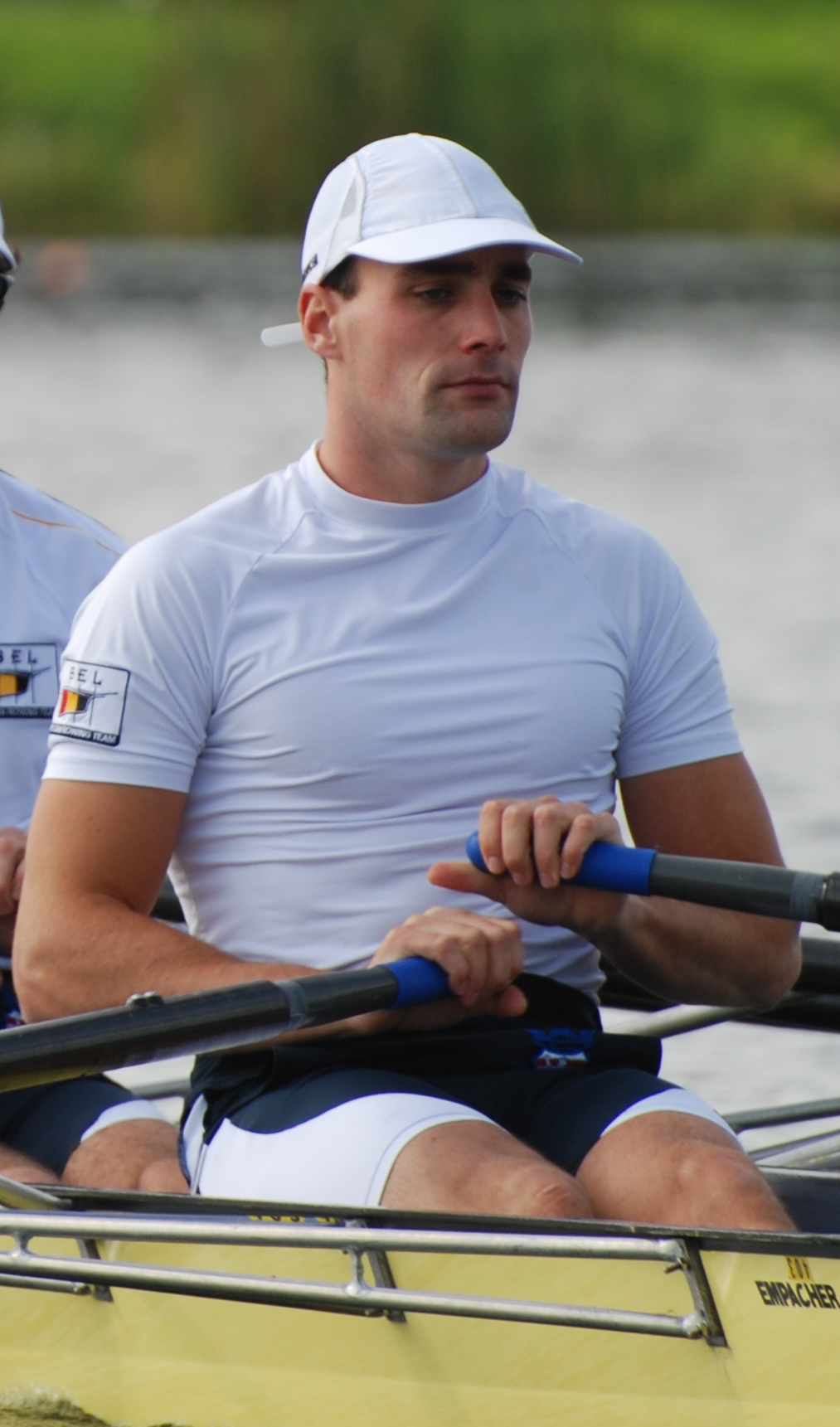
Tim Maeyens 2007 bei den belgischen Meisterschaften

Tim Maeyens (* 23. August 1981 in Brügge) ist ein ehemaliger belgischer Ruderer, der 2004 und 2008 im Einer das olympische Finale erreichte.
1999 gewann Maeyens Bronze bei den Junioren-Weltmeisterschaften. In der Erwachsenen-Klasse trat er zunächst im Doppelzweier an, wechselte aber dann zurück in den Einer. 2004 erreichte er beim Ruder-Weltcup in München mit dem dritten Platz seine erste Podiumsplatzierung, bei den Olympischen Spielen 2004 belegte er den sechsten Platz. In den nächsten Jahren erreichte er bei Weltmeisterschaften die Plätze vier (2005), fünf (2006) und sieben (2007), im Finale der Olympischen Regatta 2008 verpasste er als Vierter nur knapp eine Medaille. 2009 gelangen Maeyens zwei dritte Plätze im Weltcup, bei der Weltmeisterschaft belegte er erneut den vierten Platz. 2010 trat er zunächst im Doppelvierer an und belegte in dieser Bootsklasse den vierten Platz bei der Europameisterschaft. Zur Weltmeisterschaft kehrte er in den Einer zurück, platzierte sich aber nur als Elfter. 2012 qualifizierte er sich noch einmal für die Olympischen Spiele und belegte den zwölften Platz. Zum Abschluss seiner Karriere erreichte er den fünften Platz bei den Europameisterschaften 2012.
Der 1,85 Meter große Ruderer startete für die königliche Rudervereinigung (Koninklijke Roeivereniging) in Brügge. 2005 machte er sein Diplom als Bio-Ingenieur.

## Belgische Meistertitel
- Einer: 2003, 2004, 2005, 2007, 2008, 2009, 2010, 2011
- Doppelzweier: 2002, 2003, 2009, 2010